# Conferencia Episcopal Tarraconense
La Conferencia Episcopal Tarraconense (CET) es una agrupación integrada por los obispos de las provincias eclesiásticas de Tarragona y Barcelona, que comprenden el territorio de las comunidades autónomas de Cataluña y Valencia (España) y Andorra. en comunión con el romano pontífice y bajo su autoridad, para el ejercicio conjunto de algunas funciones pastorales. Su objetivo es reunirse trimestralmente para estudiar los problemas comunes de las diez diócesis y para coordinar las actividades pastorales. Se constituyó en 1969 y está presidida por el arzobispo de Tarragona.

## Región Eclesiástica Tarraconense

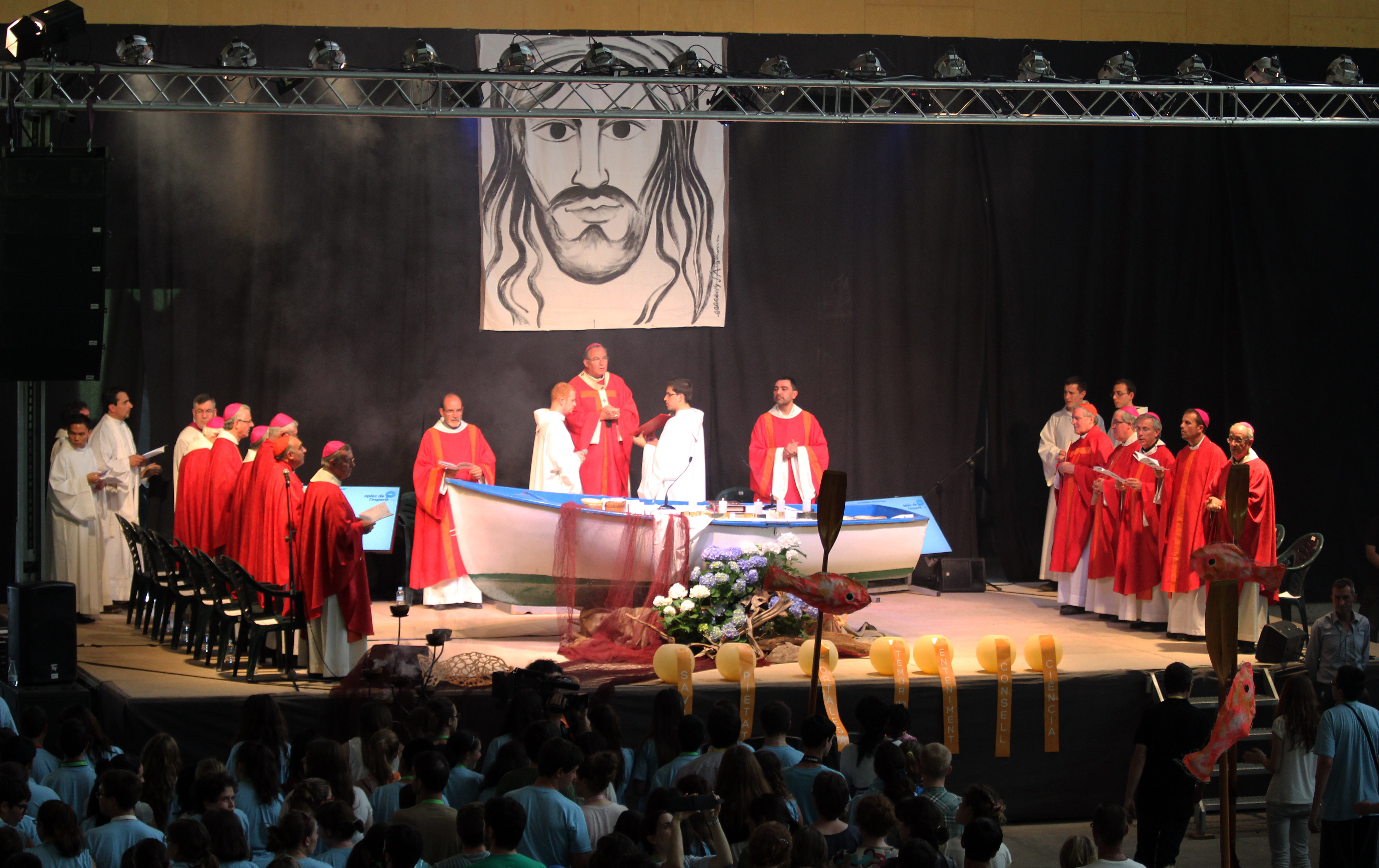
La Eucaristía del Encuentro del Espíritu celebrada el 2014 en el pabellón de Bañolas convocado para los jóvenes de la Conferencia Episcopal Tarraconense

La Conferencia Episcopal Tarraconense está a la espera de la aprobación, por parte de la Santa Sede, que dará personalidad jurídica conjunta a las diez diócesis catalanas, en cumplimiento a aquello que se pedía en la resolución n. 142 del Concilio Provincial Tarraconense, celebrado el junio del 2005. Esta resolución pedía encontrar "de acuerdo con la Conferencia Episcopal Española, la correspondiente solución jurídica, en orden a una acción evangelizadora y pastoral más eficaz y a una presencia eclesial más significativa en Cataluña, bono y manteniendo la relación institucional con la Conferencia Episcopal Española".

## Documentos
Hasta el 5 de octubre de 2012 la entidad ha publicado un total de 101 documentos sobre la posición de los obispos catalanes en varias cuestiones. Destaca Raíces cristianas de Cataluña, sobre la relación entre el catolicismo y la sociedad catalana, publicado el 1985. El texto reconocía los elementos identificativos de Cataluña, explicaba la presencia de la fe cristiana durante la historia de Cataluña y los obispos se comprometían a seguir sirviendo a la sociedad catalana. El año 2010, coincidiendo con el 25 aniversario del documento, los obispos catalanes actualizaron el contenido con el documento Al servicio de nuestro pueblo volviendo a reivindicar su compromiso con Cataluña.

## Divisiones eclesiásticas

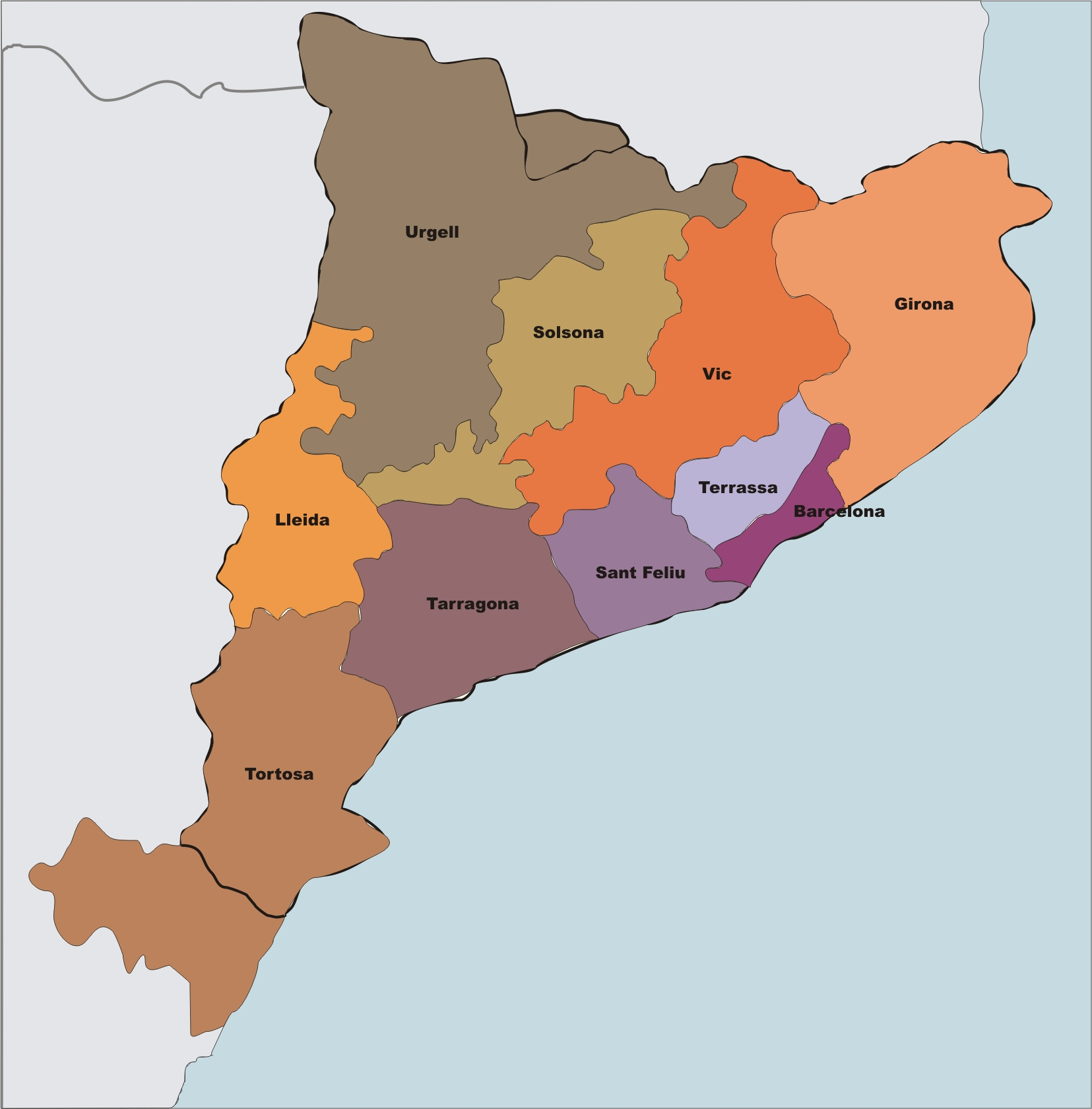
Mapa de las diócesis de la CET

Territorialmente, el sistema diocesano se divide en diez diócesis, cada una a cargo de un obispo (o arzobispo). Éstas, a su vez, se reúnen en dos provincias eclesiásticas, cada cual a cargo de su respectivo arzobispo.
- Provincia Eclesiástica de Tarragona:
  - Archidiócesis de Tarragona
  - Diócesis de Tortosa (ocupa parte de la Comunidad Valenciana)
  - Diócesis de Lérida
  - Diócesis de Urgel (incluye Andorra)
  - Diócesis de Solsona
  - Diócesis de Vich
  - Diócesis de Gerona
- Provincia Eclesiástica de Barcelona:
  - Archidiócesis de Barcelona
  - Diócesis de Tarrasa
  - Diócesis de San Feliú de Llobregat

## Organización

### Asamblea Plenaria
En 2019 la integran trece miembros en activo: un cardenal arzobispo, dos arzobispos, siete obispos y tres obispos auxiliares. Además, hay cinco miembros eméritos: un cardenal arzobispo, un arzobispo y tres obispos.

### Presidentes
A lo largo de la historia de esta Conferencia Episcopal, el presidente ha sido el arzobispo de Tarragona. Desde su creación en 1969 ha sido presidida por:
| Presidentes |      |                             |                         |                         |        |
| N.º         | Foto | Obispo                      | Desde                   | Hasta                   | Escudo |
| I           |      | Benjamín de Arriba y Castro | 1969                    | 19 de noviembre de 1970 |        |
| II          |      | Josep Pont i Gol            | 23 de noviembre de 1970 | 11 de abril de 1983     |        |
| III         |      | Ramon Torrella i Cascante   | 11 de abril de 1983     | 20 de febrero de 1997   |        |
| IV          |      | Lluís Martínez i Sistach    | 20 de febrero de 1997   | 15 de junio de 2004     |        |
| V           |      | Jaume Pujol Balcells        | 15 de junio de 2004     | 8 de junio de 2019      |        |
| VI          |      | Joan Planellas i Barnosell  | 8 de junio de 2019      | En el cargo             |        |

### Vicepresidentes
A lo largo de la historia de esta Conferencia Episcopal, el vicepresidente ha sido el arzobispo de Barcelona. Desde su creación en 1969 han ocupado el cargo:
| Vicepresidentes |      |                             |                        |                        |        |
| N.º             | Foto | Obispo                      | Desde                  | Hasta                  | Escudo |
| I               |      | Marcelo González Martín     | 1969                   | 3 de diciembre de 1971 |        |
| II              |      | Narciso Jubany Arnau        | 3 de diciembre de 1971 | 23 de marzo de 1990    |        |
| III             |      | Ricard Maria Carles i Gordó | 23 de marzo de 1990    | 15 de junio de 2004    |        |
| IV              |      | Lluís Martínez i Sistach    | 15 de junio de 2004    | 6 de noviembre de 2015 |        |
| V               |      | Juan José Omella Omella     | 6 de noviembre de 2015 | En el cargo            |        |

### Secretarios Generales
A lo largo de la historia de esta Conferencia Episcopal, desde su creación en 1969 han ocupado el cargo de Secretario General: 
| Vicepresidentes |      |                            |                     |                     |        |
| N.º             | Foto | Obispo                     | Desde               | Hasta               | Escudo |
| I               |      | Lluís Martínez i Sistach   | 1987                | 1997                |        |
| II              |      | Joan-Enric Vives i Sicília | 1997                | 13 de abril de 2021 |        |
| III             |      | Sergi Gordo Rodríguez      | 13 de abril de 2021 | En el cargo         |        |

### Comisión permanente
| Comisión permanente |      |                            |                        |        |
| Cargo               | Foto | Obispo                     | Desde                  | Escudo |
| Presidente          |      | Joan Planellas i Barnosell | 8 de junio de 2019     |        |
| Vicepresidente      |      | Juan José Omella Omella    | 6 de noviembre de 2015 |        |
| Secretario general  |      | Sergi Gordo Rodríguez      | 13 de abril de 2021    |        |

### Sectores de la pastoral interdiocesana
Para mantener la coordinación entre las diócesis, para cada sector de la actividad pastoral, se nombra a uno de los obispos como presidente de cada sector, generalmente coincidiendo con la comisión a la que pertenece en la Conferencia Episcopal Española. Los distintos sectores son:
| Sectores de la pastoral interdiocesana |      |                            |        |
| Sector pastoral                        | Foto | Presidente                 | Escudo |
| Catequesis                             |      |                            |        |
| Enseñanza                              |      | Joan Planellas i Barnosell |        |
| Juventud                               |      | Sergi Gordo Rodríguez      |        |
| Liturgia                               |      | Joan-Enric Vives i Sicília |        |
| Misiones                               |      | Enrique Benavent Vidal     |        |
| Medios de comunicación social          |      | Salvador Giménez Valls     |        |
| Pastoral familiar                      |      | Agustín Cortés Soriano     |        |
| Pastoral obrera                        |      | Sergi Gordo Rodríguez      |        |
| Pastoral de la salud                   |      | Salvador Cristau Coll      |        |
| Pastoral seglar                        |      |                            |        |
| Pastoral del turismo y santuarios      |      | Agustín Cortés Soriano     |        |
| Pastoral social                        |      | Juan José Omella Omella    |        |
| Patrimonio cultural                    |      | Francesc Pardo i Artigas   |        |
| Relaciones con los religiosos          |      | Román Casanova Casanova    |        |
| Seminarios y pastoral vocacional       |      |                            |        |

### Otros miembros
| Miembros |                         |        |
| Foto     | Obispo                  | Escudo |
|          | Javier Vilanova Pellisa |        |

### Prelados eméritos
| Miembros |                                                                   |        |
| Foto     | Obispo                                                            | Escudo |
|          | Lluís Martínez i Sistach, cardenal arzobispo emérito de Barcelona |        |
|          | Jaume Pujol Balcells, arzobispo emérito de Tarragona              |        |
|          | Carles Soler i Perdigó, obispo emérito de Gerona                  |        |
|          | Joan Piris Frígola, obispo emérito de Lérida                      |        |

## Organismos vinculados
Los principales organismos vinculados a la Conferencia son la Facultad de Teología de Cataluña, la Facultad Eclesiástica de Filosofía de Cataluña, el Centro de Estudios Pastorales y el Comité Interdiocesano de Càritas.